# Shohei Otani
Shohei Otani (大谷翔平, Ōtani Shōhei, Ōshū, 5 de julho de 1994) é um jogador profissional de beisebol, que atua na posição de arremessador e rebatedor designado dos Los Angeles Dodgers na Major League Baseball (MLB). Anteriormente, foi jogador dos Los Angeles Angels por cinco temporadas, e antes disso atuou pelos Hokkaido Nippon-Ham Fighters da Nippon Professional Baseball (NPB). Amplamente aclamado por sua habilidade tanto em arremessos quanto em rebatidas, ele foi comparado a jogadores bidirecionais como Babe Ruth e Bullet Rogan, embora tais comparações gerem debate dada a diferença de época e habilidade geral de jogadores modernos.
Considerado desde o início um jogador bidirecional de elite, Otani foi a primeira escolha dos Hokkaido Fighters no draft de 2012. Ele jogou na NPB (a liga japonesa) pelos Fighters de 2013 a 2017 como arremessador e defensor externo, vencendo as finais de 2016 no seu time. Os Fighters colocaram Otani na MLB após a temporada de 2017 e ele assinou com os Angels, logo ganhando o prêmio de Novato do Ano da MLB pela Liga Americana (AL) em 2018.
Após 2019 e 2020 repletos de lesões, Otani teria uma temporada de 2021 amplamente considerada histórica, ao se tornar o primeiro na história da MLB com dez ou mais home runs e vinte ou mais bases roubadas como rebatedor e 100 ou mais strikeouts e dez ou mais aparições como arremessador na mesma temporada, ao mesmo tempo que detinha pelo menos uma parte da liderança da liga principal em home runs em quatorze partidas. Por causa de suas contribuições de elite tanto ofensivamente quanto como arremessador, uma raridade para jogadores bidirecionais, o auge de Otani é amplamente considerado um dos maiores da história do beisebol, com alguns comparando-o favoravelmente ao início da carreira de Babe Ruth. Por seus esforços, ele recebeu o prêmio de Jogador Mais Valioso da Liga Americana de 2021. Ele seguiu isso em 2022, tornando-se o primeiro jogador da era moderna a se qualificar para as tabelas de classificação de rebatidas e arremessos em uma temporada, atingindo o limite de 3,1 aparições no bastão e uma entrada lançada por jogo, com 586 rebatidas e 166 entradas lançadas.
Otani completou mais uma campanha histórica em 2023 tornando-se o primeiro jogador na história da MLB com 10 vitórias e 40 home runs numa temporada, sendo o primeiro jogador japonês a ganhar um título de home run da liga principal, liderando a Liga Americana com 44 home runs, o primeiro jogador na história da MLB a ser MVP unânime duas vezes e o primeiro jogador japonês a ter as vendas mais populares de camisas da Major League Baseball. Após a temporada de 2023 da MLB, Otani assinou um contrato de dez anos no valor de US$ 700 milhões com os Dodgers, o maior contrato da história do esporte profissional.
Internacionalmente, Otani representou o Japão no World Baseball Classic de 2023, ganhando o prêmio de MVP do torneio após a vitória do Time Japão sobre o Time dos Estados Unidos. O jogo final foi um dos jogos de beisebol mais assistidos da história, culminando com Otani eliminando o companheiro de equipe dos Angels e capitão da equipe dos Estados Unidos, Mike Trout, com a contagem completa, garantindo uma vitória por 3–2 e o terceiro título do Time Japão.
Em 2024, os Dodgers conquistaram a Liga Nacional (NL) vencendo a série por 4 a 2 contra o New York Mets e se classificaram para a World Series, a primeira aparição de Otani em sua carreira. No jogo 2 da World Series, Otani sofreu uma subluxação no ombro esquerdo quando deslizou para a segunda base em uma tentativa de roubo na sétima entrada. Apesar da lesão, ele estava de volta ao time dos Dodgers no jogo seguinte. Os Dodgers derrotaram o New York Yankees em cinco jogos (4-1), dando a Otani seu primeiro campeonato na World Series.
1. ↑  Também romanizado como Ohtani.